# 医用手套

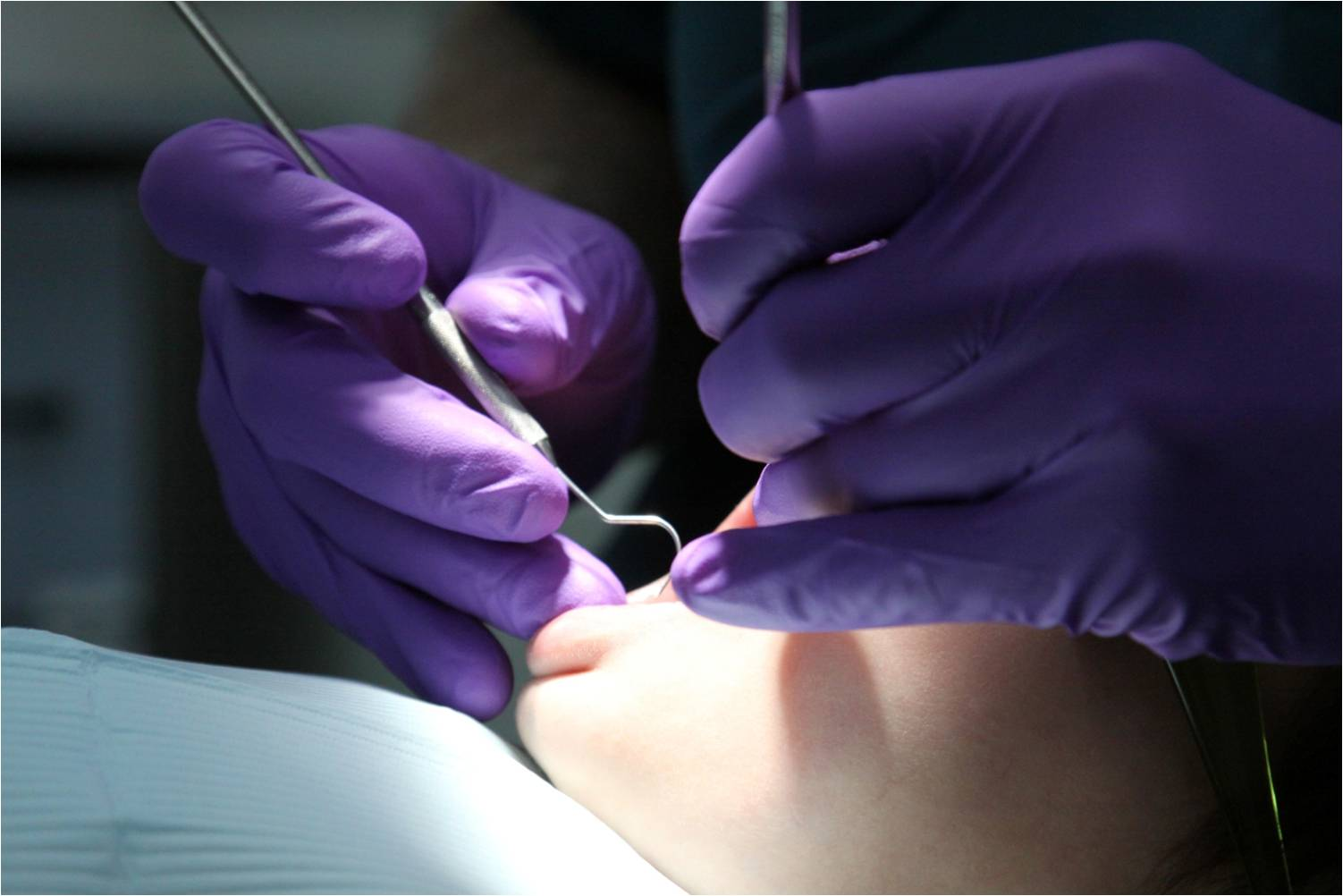
戴着丁腈手套的牙医

医用手套是種可拋棄式的手套，供醫護人員在醫學檢查及醫療程序中穿戴，以避免醫護人員和病患之間的交互感染。医用手套的材質很薄，沒有耐熱及保護手部避免受傷的效果。
医用手套是由聚合物製成，材料多數為乳胶，但亦可能是丁腈橡胶、聚乙烯或氯丁橡胶。医用手套主要可分為檢查用手套及手術用手套。手術用手套的尺寸非常精確，因為醫師要戴著手術用手套進行高精細度的手部動作，因此對手套的要求也就會更高。檢查用的手套有無菌的以及未消毒的，而手術用手套多半是無菌的；檢查用手套通常不區分左右手，但手術手套一般是左右手各設一款更切合手型的手套。

## 尺碼
通常來說，檢查用的手套是以XS（特小）、S（小）、M（中）、L（大）來區分，部分品牌設有XL（特大）。至於手術用手套，由於要求的操作靈敏度更高、穿戴時間更長，一般以手掌虎口位水平圍繞手掌和手背一圈，不包括拇指，按英寸計算的長度為尺碼，由5.5號至9.0號以0.5英寸遞增，部分品牌設有5.0號。首次佩戴手術用手套的人往往需要一段時間試戴不同尺碼和品牌的手套，才能知道真正切合自己手型的款式。手掌較厚者一般需要比測量結果更大的尺碼，反之亦然。
對一群美國外科醫生的研究發現，最多男性醫生佩戴的尺碼為7.0，其次為6.5；最多女性醫生佩戴的尺碼為6.0，其次為5.5。

## 無粉手套
有些医用手套內層會加玉米澱粉潤滑，以方便手套的穿脫和吸除汗液。以往是利用石松粉及滑石進行潤滑，但這些材質會刺激組織，因此後來已被玉米澱粉取代。不過若在手術中，玉米澱粉進入病患的體內，有可能會影響傷口的癒合。醫護人員的肌膚也可能被粉末刺激而出現紅班和痕癢。因此在手術及一些敏感性的醫學程序中，比較常使用不加粉的医用手套。目前大部分手套會用乳膠氯化的加工方式來彌補未加粉的潤滑性問題。氯化除了令手套表面更順滑和容易穿脫外，還能一併除去導致過敏反應的可溶出蛋白質。不過，氯化會對乳膠的其他性能構成影響。

### 淘汰有粉手套
自90年代起，由於無粉手套已經很容易取得，提出取締有粉手套的聲音在醫學界不絕于耳。於2016年，德國和英國的保健系統經已全面停止使用有粉手套。同年3月，美國食品藥物管理局發出了一份諮詢文件，倡議在美國的醫療體系也停用有粉手套。香港的公營和私營醫院同步跟隨該建議。在生產和研究集成電路的無塵室，由於對空氣的懸浮粒子含量有嚴格的要求，也一早淘汰了有粉手套。

## 雙層手套
雙層手套是戴兩層医用手套，以減少在醫療過程中，因為異物刺穿手套或是手套防護失效而造成感染的風險。有系統研究證實在手術過程中，雙層手套比一層的医用手套更可以避免內層手套的穿孔。考科藍的系統綜述發現，從12個隨機化臨床試驗和合共3437名參與者的數據可知，相較只佩戴單層手套而該手套破損的風險，佩戴雙層手套可減少內襯手套破損的風險達71%。平均來講，每十名醫生或護士每參與100次手術，只佩戴一層手套會遇上172次手套破損，而佩戴兩層手套則只會遇上50次。由此可見，佩戴雙層手套能顯著降低醫護人員和病人的手術風險。

## 乳膠手套過敏
乳膠過敏人士在人口當中佔1-2%，並且較常出現在某些人群：對牛油果、香蕉、栗子和有食物過敏的人士、曾接受多次手術的人士、有接觸乳膠的職業史，以及曾患上手部皮膚炎的人士。由於乳膠手套過敏在醫護人員及大眾日趨普遍，非乳膠材質的手套，例如聚氯乙烯、丁腈橡胶及氯丁橡胶手套也漸被廣泛採用。這些非乳膠材質製成的手套無論在敏感度還是用戶操控性能方面都及不上乳膠手套，故在外科手術依然不能大派用場。唯一的例外是採用異戊二烯聚合物材質的手套。這類手套的化學結構和天然乳膠一致，但同時也是非乳膠材質中成本最高的。次一等的丁腈橡胶手套，其價格也往往比乳膠手套貴一倍。高昂的成本是廣泛採用非乳膠材質的手套的一大障礙。此外，乳膠加工過程中也可以採用各種化學反應來盡量除去導致過敏反應的植物蛋白質。
丁腈橡胶手套具備優異的防刺穿性能和耐化學品性能，適合對乳膠蛋白過敏的人士使用。雖然在大多數情景下丁腈橡胶手套都是十分耐用和合適的，但在接觸銀及某些金屬製品時需要格外小心，以免殘留在手套上的硫（丁腈聚合過程中的加速劑）損壞物品。

## 歷史
约翰霍普金斯医院在1889年開業，卡罗琳·汉普顿是手術室的護理長，即將成為她先生的威廉·霍尔斯特德聯絡固特異橡膠公司，希望他們可以製造薄的橡膠手套以保護卡罗琳的手。1894年霍尔斯特德開始在约翰霍普金斯医院使用消毒的醫用手套。
第一個可拋棄的医用手套是在1964年由Ansell公司製造，他們是用以往生產保險套相關技術來製造。這類手套的臨床範圍很廣，從處理人排泄物到牙科應用都有。
許多罪犯都會在犯案時戴醫用手套，這類的手套相當薄，方便手部的動作，而且一般也認為帶著手套時不會留下指紋。不過因為有些医用手套實在非常的薄，指紋可能會透過手套留在物品上，形成手套紋，因此將帶手套者的指紋留在摸過或是碰觸過的物品上。
水門案中安裝竊聽器的人為了避免在現場留下指紋，在犯案時就戴了橡皮手套。